# Хохлатый тонкотел
Хохлатый тонкотел (лат. Trachypithecus pileatus) — вид приматов из семейства мартышковых. Встречается в Бангладеш, Непале, Бутане, Китае, Индии и Мьянме, где населяет тропические и субтропические сухие леса.

## Классификация
Выделяют четыре подвида этого примата:
- Trachypithecus pileatus pileatus — Мьянма и Индия
- Trachypithecus pileatus durga — Бангладеш и северная часть индийского ареала
- Trachypithecus pileatus brahma — штат Ассам к северу от Брахмапутры
- Trachypithecus pileatus tenebricus — Индия и Бутан

## Описание
Шерсть на спине от тёмно-серого до чёрного, на брюхе и груди от кремово-белого до золотисто-жёлтого. Исключение составляют подвид Trachypithecus pileatus durga, имеющий оранжевые брюхо, бакенбарды и горло, а также самки Trachypithecus pileatus tenebricus, имеющие светло-красное брюхо. Морда чёрная, макушка тёмно-серая — самая тёмная у T. p. tenebricus. Щёки с жёлтовато-красным оттенком, уши, ладони и ступни чёрные. Кожа на крестце и внутренней стороне бёдер светло-синяя, у самцов синий оттенок выражен сильнее, чем у самок. Детёныши рождаются с кремово-белой шерстью и розовой кожей на ушах, ладонях и ступнях. Длина тела самцов от 53 до 71 см, длина тела самок от 49 до 66 см. Длина хвоста самцов от 86 до 100 см, длина хвоста самок от 83 до 96 см. Масса самцов от 11,5 до 14 кг, масса самок от 9,5 до 11,5 кг.

## Поведение
Образуют группы от 2 до 15 особей. В группе обычно один взрослый самец, несколько самок и их потомство. Встречаются также небольшие группы, состоящие из одиноких самцов. Территория группы достаточно большая, часто пересекается с территориями других групп, что приводит к стычкам между самцами. Доминантные самцы особенно агрессивны по отношению к самцам-одиночкам. В рационе в основном листья, дополнением к рациону служат фрукты, цветы, семена и кора более чем 35 различных видов растений. Во время сезона дождей доля фруктов в рационе увеличивается. На землю спускаются редко, проводят ночь на деревьях.
Брачный сезон с сентября по январь, некоторое увеличение сексуальной активности также наблюдается в апреле и мае. Беременность длится около 200 дней, пик рождений с декабря по апрель. В помёте один детёныш. Первые два месяца жизни детёныши проводят с матерью или с другой самкой из группы. В возрасте десяти месяцев начинают поиски пищи самостоятельно.

## Статус популяции
Международный союз охраны природы присвоил этому виду охранный статус «Уязвимый», поскольку по оценкам 2008 года численность популяции сократилась более, чем на 30 % за 36 лет (3 поколения). Основные угрозы популяции — разрушение среды обитания и охота.